# Affliction Entertainment
La Affliction Entertainment fu un'organizzazione di arti marziali miste statunitense con sede a Los Angeles.

## Storia
Il progetto Affliction Entertainment venne creato nel 2008 per mano dell'azienda di abbigliamento Affliction Clothing, già sponsor dell'organizzazione UFC, e finanziato dal magnate Donald Trump.
L'obbiettivo era quello di creare una vera e propria promozione di arti marziali miste rivale dell'organizzazione leader UFC, disponendo quindi di un roster di lottatori di altissimo livello a sua volta allargato e reso più competitivo dalle partnership con altre organizzazioni come M-1 Global e Cage Warriors, cosa che l'UFC si rifiuta di fare per principio.
Nella sua breve vita l'Affliction è riuscita ad organizzare un totale di tre eventi in pay-per-view, dei quali solo due si sono svolti, proponendo incontri di livello molto elevato con lottatori tra i più forti del momento.
Gli incontri si sono svolti tutti all'Honda Center di Anaheim, in California.
Affliction riuscì a far combattere ex campioni UFC e top 5 fighters del tempo come Andrei Arlovski e Tim Sylvia contro Fedor Emelianenko, considerato da molti il peso massimo più forte di sempre e che mai ha potuto confrontarsi con lottatori sotto contratto con l'UFC per il veto di quest'ultima di combattere al di fuori dell'organizzazione stessa; vennero finalmente messi a confronto i livelli di combattimento delle varie federazioni statunitensi, giapponesi ed europee e vennero sciolti eventuali dubbi, presenti per lo più in terra statunitense, sulle doti di Emelianenko, tanto che dopo la vittoria lampo su Sylvia Dana White cercò di ingaggiarlo.
Dal momento che l'Affliction Clothing avviò il suo progetto di promuovere incontri di MMA l'UFC per ripicca impedì ai propri lottatori di indossare tali capi di abbigliamento; quando l'Affliction Entertainment fallì il veto venne tolto e Affliction Clothing tornò ad essere tra gli sponsor ufficiali dell'UFC.
Una particolarità dell'Affliction era l'utilizzo del classico ring da pugilato sul modello della Pride in un'era dove la maggior parte delle organizzazioni di MMA utilizzava una gabbia.

## Eventi

### Affliction: Banned
L'evento Affliction: Banned fu il primo dell'Affliction Entertainment e si svolse il 19 luglio 2008 all'Honda Center di Anaheim, Stati Uniti.
L'evento vide anche la performance live della band thrash metal Megadeth.
Mentre l'evento in questione andò in onda su Fox Sports Net, Fight Network e in pay-per-view, l'UFC per sfida programmò alla stessa ora l'evento UFC: Silva vs Irvin trasmesso su Spike TV.
L'incontro principale tra Emelianenko e Sylvia decretò il campione della nuova cintura dei pesi massimi WAMMA, organizzazione che collaborò con Affliction Entertainment.
Antônio Rogério Nogueira doveva inizialmente affrontare Vernon White, ma quest'ultimo venne escluso e sostituito da Edwin Dewees perché trovato positivo all'utilizzo di sostanze dopanti.
Paul Buentello doveva sfidare Aleksander Emelianenko ma quest'ultimo non passò le visite mediche e venne sostituito da Gary Goodridge.
Saltò un ulteriore incontro tra Justin Levens e Ray Lazama.
Al termine dell'incontro tra Emelianenko e Sylvia l'ospite Randy Couture, al tempo campione dei Pesi Massimi UFC, salì sul ring per discutere con Emelianenko e quest'ultimo espresse il suo desiderio di confrontarsi con il campione statunitense.

#### Incontri

##### Card preliminare
- Incontro categoria Pesi Welter:  Mike Pyle contro  JJ Ambrose

Pyle sconfisse Ambrose per sottomissione (strangolamento da dietro) a 2:55 del primo round.
- Incontro categoria Pesi Medi:  Vítor Belfort contro  Terry Martin

Belfort sconfisse Martin per KO (pugni) a 3:12 del secondo round.
- Incontro categoria Pesi Mediomassimi:  Antônio Rogério Nogueira contro  Edwin Dewees

Nogueira sconfisse Dewees per KO Tecnico (colpi) a 4:06 del primo round.
- Incontro categoria Pesi Massimi:  Paul Buentello contro  Gary Goodridge

Buentello sconfisse Goodridge per decisione unanime (30-27, 29-28, 30-27).

##### Card principale
- Incontro categoria Pesi Piuma:  Mark Hominick contro  Savant Young

Hominick sconfisse Young per sottomissione (armbar) a 4:25 del secondo round.
- Incontro categoria Pesi Medi:  Matt Lindland contro  Fabio Nascimento

Lindland sconfisse Nascimento per decisione unanime (30-27, 30-26, 30-27).
- Incontro categoria Pesi Mediomassimi:  Renato Sobral contro  Mike Whitehead

Sobral sconfisse Whitehead per decisione unanime (30-27, 30-27, 30-27).
- Incontro categoria Pesi Massimi:  Josh Barnett contro  Pedro Rizzo

Barnett sconfisse Rizzo per KO a 1:44 del secondo round.
- Incontro categoria Pesi Massimi:  Andrei Arlovski contro  Ben Rothwell

Arlovski sconfisse Rothwell per KO a 1:13 del terzo round.
- Incontro categoria Pesi Massimi:  Fedor Emelianenko contro  Tim Sylvia

Emelianenko sconfisse Sylvia per sottomissione (strangolamento da dietro) a 0:36 del primo round.

### Affliction: Day of Reckoning
L'evento Affliction: Day of Reckoning si svolse il 24 gennaio 2009 all'Honda Center di Anaheim, Stati Uniti, benché inizialmente fosse stato programmato per l'11 ottobre 2008 al Thomas & Mack Center di Las Vegas.
L'incontro principale tra Emelianenko e Arlovski era valido per il titolo dei pesi massimi WAMMA, detenuto da Emelianenko.
Matt Linland doveva combattere un incontro catchweight contro Renato Sobral, ma la card venne cambiata e affrontò quindi Vítor Belfort.
Gilbert Yvel venne messo sotto contratto come sostituto di Aleksander Emelianenko e ottenne la licenza di combattere all'evento all'ultimo momento.
Dovevano combattere Mark Hominick e Chris Horodecki ma causa infortuni vennero entrambi esclusi.

#### Incontri

##### Card preliminare
- Incontro categoria Pesi Welter:  Jay Hieron contro  Jason High

Hieron sconfisse High per KO (pugni) a 1:04 del primo round.
- Incontro categoria Pesi Welter:  Wes Gore contro  Patrick Speight

Gore sconfisse Speight per KO (pugni) a 4:39 del secondo round.
- Incontro categoria Pesi Piuma:  Albert Rios contro  Antonio Duarte

Rios sconfisse Duarte per decisione unanime (29-28, 29-28, 29-28).
- Incontro categoria Pesi Piuma:  Bao Quach contro  LC Davis

Davis sconfisse Quach per decisione unanime (29-28, 29-28, 29-28).
- Incontro categoria Pesi Mediomassimi:  Vladimir Matyushenko contro  Antônio Rogério Nogueira

Nogueira sconfisse Matyushenko per KO Tecnico (colpi) a 4:26 del secondo round.

##### Card principale
- Incontro categoria Pesi Leggeri:  Dan Lauzon contro  Bobby Green

Lauzon sconfisse Green per sottomissione (strangolamento da dietro) a 4:55 del primo round.
- Incontro categoria Pesi Massimi:  Paul Buentello contro  Kirill Sidelnikov

Buentello sconfisse Sidelnikov per KO Tecnico (stop medico) a 4:18 del terzo round.
- Incontro categoria Pesi Mediomassimi:  Renato Sobral contro  Rameau Thierry Sokoudjou

Sobral sconfisse Sokoudjou per sottomissione (strangolamento D'Arce) a 2:37 del secondo round.
- Incontro categoria Pesi Medi:  Matt Lindland contro  Vítor Belfort

Belfort sconfisse Lindland per KO (pugni) a 0:37 del primo round.
- Incontro categoria Pesi Massimi:  Josh Barnett contro  Gilbert Yvel

Barnett sconfisse Yvel per sottomissione (colpi) a 3:05 del terzo round.
- Incontro categoria Pesi Massimi:  Fedor Emelianenko contro  Andrei Arlovski

Emelianenko sconfisse Arlovski per KO (pugno) a 3:14 del primo round.

### Affliction: Trilogy
L'evento Affliction: Trilogy avrebbe dovuto svolgersi il 1º agosto 2009 all'Honda Center di Anaheim, Stati Uniti.
L'evento saltò in quanto Josh Barnett venne trovato positivo all'utilizzo di sostanze dopanti e l'Affliction non riuscì a fare in tempo a trovare un sostituto valido.
Successivamente la promozione stessa fallì per bancarotta.
Tim Sylvia venne escluso dalle card causa infortunio.
Takanori Gomi doveva inizialmente affrontare Brett Cooper ma non si raggiunse un accordo sul peso per un incontro catchweight.
Gegard Mousasi doveva inizialmente affrontare Vítor Belfort ma quest'ultimo, passato definitivamente ai pesi medi, si rifiutò di gareggiare per i mediomassimi; allo stesso modo Mousasi non volle gareggiare nei pesi medi.

#### Incontri

##### Card preliminare
- Incontro categoria Pesi Massimi:  Jessie Gibbs contro  Rob Broughton
- Incontro categoria Pesi Medi:  Lucio Linhares contro  Givanildo Santana
- Incontro categoria Pesi Piuma:  Mark Hominick contro  Deividas Taurosevičius
- Incontro categoria Pesi Piuma:  LC Davis contro  Javier Vazquez
- Incontro categoria Pesi Leggeri:  Chris Horodecki contro  Dan Lauzon
- Incontro categoria Pesi Massimi:  Ben Rothwell contro  Chase Gormley
- Incontro categoria Pesi Welter:  Jay Hieron contro  Paul Daley

##### Card principale
- Incontro categoria Pesi Leggeri:  Takanori Gomi contro  Rafaello Oliveira
- Incontro categoria Pesi Massimi:  Paul Buentello contro  Gilbert Yvel
- Incontro categoria Pesi Medi:  Jorge Santiago contro  Vítor Belfort
- Incontro categoria Pesi Mediomassimi:  Gegard Mousasi contro  Renato Sobral
- Incontro categoria Pesi Massimi:  Fedor Emelianenko contro  Josh Barnett

## Fallimento
Il 24 luglio 2009 venne annunciato ufficialmente il fallimento della promozione per bancarotta.
Molti dei lottatori che erano sotto contratto con l'Affliction trovarono subito nuovi contratti con UFC, WEC o Strikeforce.
La ragione del flop dell'organizzazione è da addebitare in particolare alle eccessive spese per gli ingaggi dei lottatori, che pur essendo dei top fighter ottennero da Affliction stipendi di gran lunga superiori a quelli che percepivano anche da campioni della loro precedente organizzazione.
A fronte del grande affare fatto con Fedor Emelianenko, pagato solamente 300.000$ ad incontro, Affliction spese ben 3.000.000$ per le due gare di Andrei Arlovski e 800.000$ per i 36 secondi di Tim Sylvia.
Per il primo evento Affliction: Banned vennero spesi 3.321.000$ solo per i lottatori e l'incasso della biglietteria fu poco più di 2 milioni di dollari.
Per il secondo evento Affliction: Day of Reckoning vennero spesi 3.318.660$ e l'incasso fu di 1.512.750$.